# ریچارد ام واینر
 ریچارد ام واینر (انگلیسی: Richard M. Weiner؛ زاده ۱۹۳۰) یک فیزیک‌دان اهل آلمان است.